# Đại học Leipzig
Viện Đại học Leipzig hay Đại học Leipzig (tiếng Đức: Universität Leipzig), là một viện đại học nằm ở Leipzig ở bang tự do Sachsen (trước đây là vương quốc Sachsen), Đức, là một trong những viện đại học cổ nhất ở châu Âu. Viện Đại học Leipzig có truyền thống định hướng toàn cầu và nghiên cứu giảng dạy đại học.
Viện Đại học Leipzig được thành lập ngày 2 tháng 12 năm 1409 bởi Frederick I, Tuyển hầu của Saxony và em trai ông là William II, Markgraf của Meißen, và ban đầu có bốn phân khoa; đến nay đã có 600 năm nghiên cứu và giảng dạy.

## Các phân khoa

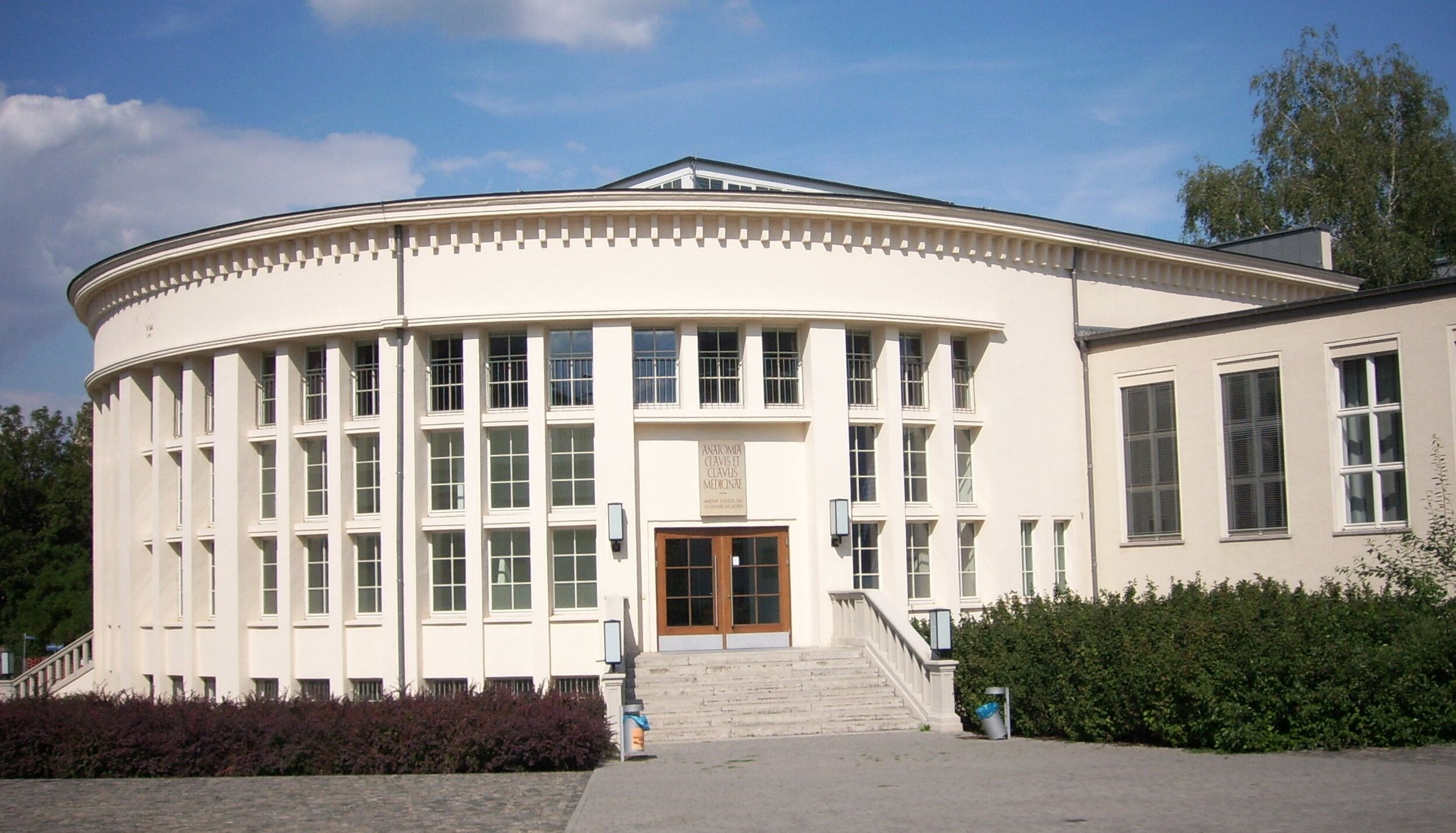
Giảng đường giải phẫu của Phân khoa Y

Ban đầu có 4 phân khoa đại học (faculty) Nghệ thuật, Thần học, Y khoa, Luật, ngày nay Viện Đại học Leipzig có 14 phân khoa:
- Phân khoa Thần học
- Phân khoa Luật
- Phân khoa Lịch sử, Nghệ thuật và Nghiên cứu phương Đông
- Phân khoa Triết học
- Phân khoa Giáo dục
- Phân khoa Khoa học xã hội và Triết học
- Phân khoa Kinh tế và Quản lý (bao gồm Kỹ thuật dân sự)
- Phân khoa Khoa học thể thao
- Phân khoa Y (có một bệnh viện trường)
- Phân khoa Toán học và Khoa học máy tính
- Phân khoa Công nghệ sinh học, Dược và Tâm lý học
- Phân khoa Vật lý và Khoa học Trái Đất
- Phân khoa Hóa học và Khoáng chất học
- Phân khoa Thú y